# Karl Sinzinger (Ruderer, 1965)
Karl Sinzinger (* 14. September 1965 in Linz) ist ein ehemaliger österreichischer Ruderer.
1985 belegte Karl Sinzinger zusammen mit Hermann Bauer im Zweier ohne Steuermann den dritten Platz bei den inoffiziellen U23-Weltmeisterschaften. Die beiden starteten 1985 auch bei den Weltmeisterschaften in der Erwachsenenklasse und belegten dort den elften Platz. 1986 konnten sie erneut Bronze bei den U23-Weltmeisterschaften gewinnen, in der Erwachsenenklasse belegten sie 1986 in Nottingham den siebten Platz. 1987 siegten Bauer und Sinzinger bei den U23-Weltmeisterschaften und belegten den sechsten Platz bei den Weltmeisterschaften 1987. Im Jahr darauf belegten sie bei ihrer ersten Olympiateilnahme 1988 in Seoul den zwölften Platz.
Bei den Weltmeisterschaften 1989 in Bled siegten Thomas Jung und Uwe Kellner aus der DDR vor den Briten Steve Redgrave und Simon Berrisford und den beiden Österreichern, die eine halbe Sekunde nach den Briten über die Ziellinie fuhren. Nach einem zehnten Platz bei den Weltmeisterschaften 1990 gewannen Bauer und Sinzinger 1991 in Wien vor heimischem Publikum erneut Bronze. Bei den Olympischen Spielen 1992 in Barcelona belegten Bauer und Sinzinger wie 1988 den zwölften Platz. Nach 1992 ruderte Karl Sinzinger im Doppelzweier, bei den Weltmeisterschaften 1994 belegte er mit Harald Faderbauer den siebten Platz.
Der 1,91 m große Karl Sinzinger ist der Bruder der Ruderin Gabi Sinzinger und der Sohn von Karl Sinzinger Senior, der 1972 an den olympischen Spielen in München teilnahm und dort den zwölften Platz im Achter belegte.